# Ofensywa Armii Czerwonej na Łotwie (1918–1919)
Ofensywa Armii Czerwonej na Łotwie – działania Armii Czerwonej, prowadzone w ramach szerzej zakrojonej ofensywy w krajach bałtyckich, mające na celu opanowanie ziem łotewskich i ustanowienie na tych terenach rządów bolszewickich. Rozpoczęte w końcu listopada 1918 r., trwały do końca stycznia roku następnego.
Rada Komisarzy Ludowych zdecydowała o wszczęciu ofensywy krótko po wypowiedzeniu traktatu brzeskiego, po klęsce Niemiec w I wojnie światowej. Oficjalnie Armia Czerwona wkraczała na Łotwę, przychodząc z pomocą lokalnym rewolucjonistom, którzy tworzyli rady robotnicze i żołnierskie w większych miastach Łotwy. W tym samym czasie próbę stworzenia niepodległego państwa łotewskiego podjęła Łotewska Rada Ludowa. Rząd niepodległej Łotwy uzyskał poparcie Ententy i wsparcie wojskowe jednostek niemieckich (Bałtyckiej Landeswehry), ale w grudniu 1918 i styczniu 1919 r. stracił faktyczną kontrolę nad większą częścią ziem łotewskich. 17 grudnia 1918 r., po zajęciu przez Armię Czerwoną Valki, proklamowana została niepodległa Łotewska Socjalistyczna Republika Radziecka, w istocie będąca państwem marionetkowym. Na początku 1919 r. Armia Czerwona opanowała Rygę. Do końca stycznia w rękach bolszewików znalazła się całość ziem łotewskich z wyjątkiem części Kurlandii z Lipawą, dokąd wycofał się rząd niepodległej Łotwy.  

## Tło wydarzeń
W połowie listopada 1917 r. łotewscy bolszewicy przejęli kontrolę nad wschodnią częścią historycznej Łotwy, tj. nad tymi jej ziemiami, które w latach I wojny światowej nie zostały zajęte przez wojska niemieckie. Komitet Wykonawczy Ryskiej Rady Delegatów Robotniczych i Żołnierskich (Iskołat) 21 listopada 1917 r. ogłosił w Valce ustanowienie władzy radzieckiej na Łotwie.  24 grudnia 1917 r. przewodniczący Iskołatu Fricis Roziņš ogłosił niepodległość radzieckiej Łotwy (Republiki Iskołatu). Przestała ona istnieć po tym, gdy Niemcy 17 lutego 1918 r. przeszli do nowej ofensywy, po zerwaniu przez bolszewicką delegację rozmów nad traktatem pokojowym niemiecko-rosyjskim. Na mocy traktatu brzeskiego Rosja straciła kontrolę nad ziemiami łotewskimi. Rosja Radziecka wypowiedziała pokój brzeski 13 listopada 1918 r., po podpisaniu przez Niemcy rozejmu w Compiègne. W miarę wycofywania się Niemców jednostki Armii Czerwonej wkraczały na opuszczane przez nie terytoria, w tym na ziemie łotewskie. Rada Komisarzy Ludowych zamierzała odzyskać kontrolę nad ziemiami dawnego imperium carskiego, sprzyjać ruchom rewolucyjnym w Europie środkowej i zachodniej, a poprzez marsz nad Bałtyk dodatkowo uzyskać szerokie wyjście na morze.  
Na Łotwie w 1918 r. powstawały wyłaniane oddolnie rady robotnicze i chłopskie, a nastroje społeczne radykalizowały się. 13 listopada 1918 r. w Valce utworzono komitet organizacyjny rady delegatów robotniczych, 17 listopada odbyła się manifestacja lewicowa w Rydze, zaś 20 listopada wybierano delegatów do rady w Aluksne. We wszystkich miastach rady tworzyły różne organizacje lewicowe, jednak po opanowywaniu kolejnych terenów przez Armię Czerwoną do rad wprowadzano bolszewików, popieranych przez rząd w Moskwie. 18 listopada łotewscy bolszewicy przeprowadzili w Rydze podziemną konferencję, na której utworzyli komitet wojskowo-rewolucyjny i zdecydowali o wszczęciu powstania przeciwko wojskom niemieckim oraz łotewskiej burżuazji. Tego samego dnia Łotewska Rada Ludowa, tworzona przez łotewskich działaczy niepodległościowych, ogłosiła niepodległość Łotwy. W rządzie tymczasowym Łotwy najważniejsze stanowiska przypadły przedstawicielom najsilniejszej z łotewskich partii niepodległościowych: Związkowi Chłopskiemu. Z niego wywodził się premier kraju Karlis Ulmanis.  Łotewski Rząd Tymczasowy Kārlisa Ulmanisa zawarł z adwokatem Augustem Winnigiem, pełniącym funkcję komisarza ds. krajów bałtyckich, umowę dotyczącą sformowania formacji obrony terytorialnej – Bałtyckiej Landeswehry. Niepodległe państwo łotewskie nie dysponowało bowiem własnymi siłami zbrojnymi w sile wystarczającej do odparcia spodziewanego uderzenia ze strony Rosji Radzieckiej.

## Przebieg ofensywy

### Plan działań
29 listopada 1918 r. Lenin wydał głównodowodzącemu Armii Czerwonej Jukumsowi Vacietisowi dyrektywę, by ten z kolei wydał podległym jednostkom rozkazy wsparcia "tymczasowych rządów radzieckich Łotwy, Estonii, Ukrainy i Litwy". W momencie powstania dyrektywy trwały już działania Armii Czerwonej w Estonii - z tego terytorium Niemcy wycofali się najszybciej, a w ślad za nimi wkraczały oddziały bolszewickie. W zajętej Narwie ogłoszono powstanie Estońskiej Komuny Ludu Pracującego. Krótko po powstaniu dyrektywy, a przed początkiem właściwej ofensywy na Łotwie, bolszewicy przejęli kontrolę nad Rzeżycą, największym miastem Łatgalii - 30 listopada jednostki niemieckie, w których również powstały rady żołnierskie, przekazały miasto delegacji Rosji Radzieckiej.
Również 30 listopada Armia Czerwona zajęła miasto Pieczory nad granicą radziecko-estońską, co stworzyło możliwość oskrzydlenia ziem łotewskich od północy. Plan Armii Czerwonej przewidywał działania trzech grup wojsk: z Pskowa wzdłuż linii Valka-Valmiera-Kieś-Ryga-Tukums i dalej w kierunku Windawy, ze Stukumani przez Mitawę w kierunku Lipawy i od Połocka w kierunku Dyneburga, później na południe, ku litewskim Poniewieżowi i Szawlom, a następnie ponownie na południowy zachód, ku Lipawie. Natarcie z Pskowa w kierunku Valki prowadzić miały jednostki 7 Armii wzmocnione przez 8 i 9 pułk czerwonych strzelców łotewskich oraz Armia Zachodnia (7 Armii wyznaczano pod zdobyciu Valki zadanie prowadzenia dalszych działań w kierunku północno-zachodnim, ku południowej Estonii). Natomiast 8 grudnia sztab główny Armii Czerwonej ogłosił powstanie Armijnej Grupy Łotwy na bazie 1 Dywizji Strzelców Łotewskich. Tymczasem 4 grudnia 1919 r. w Rydze odbyła się tajna narada bolszewików zasiadających w radach robotniczych w Rydze i w Valce. W jej trakcie wyłoniono rząd przyszłej radzieckiej Łotwy, na czele którego stanął Pēteris Stučka. 10 grudnia Ryska Rada Delegatów Robotniczych i Żołnierskich udzieliła temu rządowi swojego poparcia.

### Sukcesy Armii Czerwonej na wschodniej i środkowej Łotwie
Dyneburg został zajęty przez jednostki Armii Czerwonej już 8 grudnia. 10 grudnia Armia Zachodnia opanowała Aluksne. 12 grudnia jej dowódca Andriej Sniesariew wydał 2 Dywizji Nowogrodzkiej i części 6 Dywizji Strzeleckiej rozkaz marszu na Valkę, a po zajęciu miasta - dalszego marszu ku Rydze. 11 grudnia 1 Dywizja Strzelców Łotewskich zajęła Jekabpils i kontynuowała działania ofensywne w kierunku Rygi. 15 grudnia Vacietis wydał rozkaz marszu ku Rydze wszystkim jednostkom Armii Czerwonej, które znajdowały się na terytoriach łotewskich. Dwa dni później zajęta została Valka, do której bolszewickie oddziały weszły po odejściu Niemców. W tym też mieście proklamowano powstanie Łotewskiej Socjalistycznej Republiki Radzieckiej. Rząd Stučki ogłosił, że będzie prowadził dalsze działania przeciwko Niemcom i że nie uznaje rządu niepodległej Łotwy kierowanego przez Karlisa Ulmanisa. Z kolei 18 grudnia Rada Strzelców Łotewskich podała do wiadomości publicznej zamiar dalszego prowadzenia ofensywy w kierunku Rygi. Wbrew wcześniejszym intencjom łotewskich bolszewików, którzy uważali niepodległość tak niewielkiego państwa jak Łotwa za bezsensowną, Łotewska SRR miała na razie pozostać formalnie niepodległa. Miało to przekonać do bolszewików tych robotników łotewskich, którzy popierali niezależność Łotwy.
Grupa wojsk Armii Czerwonej, która 17 grudnia weszła do Valki, 22 grudnia opanowała Valmierę, zaś dzień później - Kieś. 26 grudnia zajęte zostało Līgatne, 30 grudnia – Sigulda. Dwa dni wcześniej rząd radzieckiej Łotwy zażądał od rządu niemieckiego natychmiastowej ewakuacji sił niemieckich z Łotwy. Ultimatum pozostało bez odpowiedzi, ale jednostki niemieckie, osłaniające Rygę na mocy porozumienia z rządem Ulmanisa, najpierw odeszły na wzgórza w odległości kilku kilometrów od Rygi, zaś dzień później uznały obronę Rygi za bezcelową. Z obrony miasta zrezygnowała również brytyjska eskadra znajdująca się w Zatoce Ryskiej. Rząd Ulmanisa również wyjechał do Mitawy. 2 stycznia, już po odejściu ostatnich niemieckich oddziałów, ryscy bolszewicy wszczęli zbrojne powstanie i do 3 stycznia opanowali całe miasto. W tym momencie radziecka ofensywa pozwoliła na opanowanie całości ziem łotewskich na północ od Dźwiny.
4 stycznia w Rydze rząd Stučki ogłosił powstanie Armii Radzieckiej Łotwy, poprzez przekształcenie Grupy Armijnej Łotwy. W Rydze otwarto szkołę wojskową i rozpoczęto formowanie 2 Dywizji Strzelców Łotewskich.

### Dalszy marsz w kierunku zachodnim

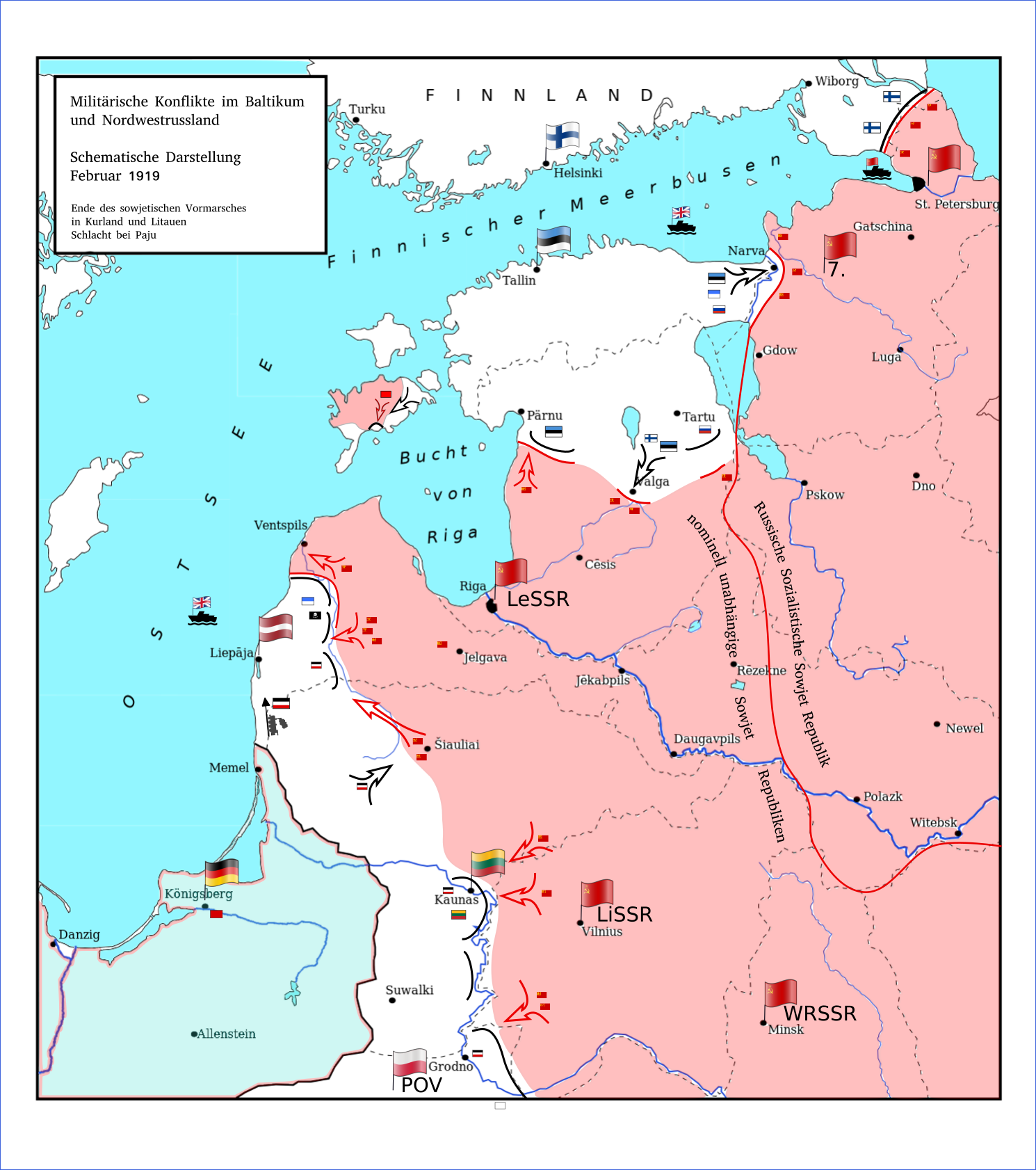
Sytuacja na zachodnim froncie rosyjskiej wojny domowej i w wojnach o niepodległość Łotwy i Estonii na początku lutego 1919 r.: niemal całość terytoriów Łotwy znalazło się pod kontrolą Armii Czerwonej

Natychmiast po utworzeniu Armii Radzieckiej Łotwy jej jednostki skierowano do dalszej ofensywy w kierunku zachodnim. Pierwsza z grup miała z Rygi przemieścić się do Tukums, a następnie kierować się na Kuldigę i Windawę. Drugiej postawiono zadanie opanowania Mitawy, Skrundy i ostatecznie Lipawy. Do Lipawy miała dotrzeć również grupa trzecia, po wcześniejszym opanowaniu Bauskiej i Nīgrande. W dniach 9-10 stycznia lokalne organizacje bolszewickie wszczęły zbrojne powstania w Mitawie, Bauskiej i Tukums, ułatwiając oddziałom Armii Czerwonej zajęcie tych miast. Rząd Ulmanisa wyjechał z Mitawy do Lipawy, w ślad za cofającymi się jednostkami Bałtyckiej Landeswehry. Grupa wojsk zmierzająca ku Windawie 13 stycznia zajęła Talsi. Zadanie opanowania Kuldigi i Windawy przejęła druga z kolumn, po uprzednim opanowaniu Mitawy (13 stycznia), Dobele (15 stycznia) i Saldusu (20 stycznia). 22 stycznia bolszewicy zajęli Skrundę, 24 – Ezere, 27 – Kuldygę i 31 stycznia - Windawę. W ostatnim z tych miast również wejście Armii Czerwonej do miasta poprzedziło powstanie miejscowych bolszewików.   
Armii Czerwonej nie udało się zrealizować wszystkich celów zaplanowanej ofensywy - Bałtycka Landeswehra przeszła do obrony na linii biegnącej od wybrzeża bałtyckiego, przez Aizpute i dalej na zachód od Skrundy. Lipawa oraz powiaty Grobiņa i Aizpute pozostały pod kontrolą rządu łotewskiego i oddziałów niemieckich, stanowiących na początku 1919 r. jedyną praktyczną ochronę rządu Ulmanisa. Dowództwo niemieckie jeszcze w końcu stycznia 1919 r. rozpoczęło przygotowania do kontrofensywy w Kurlandii, która faktycznie rozpoczęła się w pierwszych tygodniach lutego 1919